# 巴约勒莱佩尔讷
巴约勒莱佩尔讷（法語：Bailleul-lès-Pernes，法語發音：[bajœl lɛ pɛʁn]，意为“佩尔讷附近的巴约勒”）是法国上法蘭西大區加来海峡省的一个市镇，属于阿拉斯区。

## 地理
巴约勒莱佩尔讷（50°30'32"N, 2°23'15"E）面积3.49 平方千米，位于法国上法蘭西大區加来海峡省，该省份为法国北部沿海省份，西北濒北海，南至索姆省，东临北部省。
与巴约勒莱佩尔讷接壤的市镇（或旧市镇、城区）包括：阿梅特、内东、萨尚、欧梅尔瓦勒。

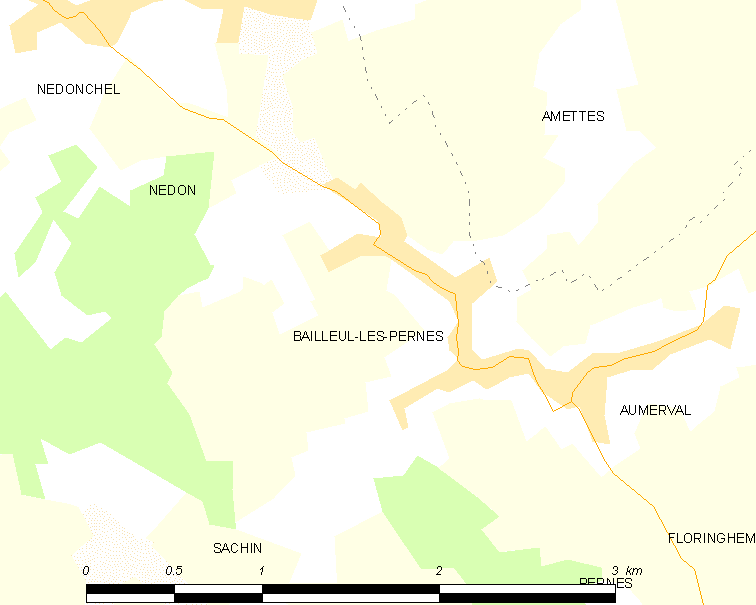
巴约勒莱佩尔讷的OSM定位图

巴约勒莱佩尔讷的时区为UTC+01:00、UTC+02:00（夏令时）。

## 行政
巴约勒莱佩尔讷的邮政编码为62550，INSEE市镇编码为62071。

## 政治
巴约勒莱佩尔讷所属的省级选区为泰努瓦斯河畔圣波勒县。

## 人口

1962-2008年间巴约勒莱佩尔讷人口变化图示

巴约勒莱佩尔讷于2022年1月1日时的人口数量为409人。